# In Case You Didn’t Know
In Case You Didn’t Know — второй студийный альбом английского певца и автора песен Олли Мерса, выпущенный 25 ноября 2011 года через лейбл Epic Records. В поддержку альбома был организован концертный тур по Великобритании и Ирландии In Case You Didn’t Know Tour.
В июне 2011 года появились слухи о том, что Мерс начал работать над своим вторым студийным альбомом. В том же месяце он подтвердил, что вернулся в студию, а также что создаёт альбом с другим подходом, заявив, что он хочет исследовать все виды музыки. Он прокомментировал: «Я тайно неплохой рэпер, и я очень хотел бы сделать немного битбоксинга. Эминем всегда был фаворитом, но трек Vanilla Ice „Ice Ice Baby“ является классическим.» In Case You Didn’t Know вошёл в британский чарт UK Albums Chart под #1 с продажами более 148 000 копий в первую неделю, свергнув с этой позиции альбом Рианны Talk That Talk, став первым альбомом Мерса, попавшим на вершину этого чарта. 9 декабря 2011 года альбом получил платиновую сертификацию от Британской ассоциации производителей фонограмм с продажами 300 000 копий в Великобритании. По состоянию на декабрь 2012 года, альбом продан в количестве 880 994 копий в Великобритании.

## Список композиций
| №   | Название                                      | Автор(ы)                                                                                 | Продюсер(ы) | Длительность |
| --- | --------------------------------------------- | ---------------------------------------------------------------------------------------- | ----------- | ------------ |
| 1.  | «Heart Skips a Beat» (featuring Rizzle Kicks) | Olly Murs, Alex Smith, Samuel Preston, Jim Eliot, Jordan Stephens, Harley Alexander-Sule | Eliot       | 3:26         |
| 2.  | «Oh My Goodness»                              | Murs, Adam Argyle, Martin Brammer                                                        | Brammer     | 3:05         |
| 3.  | «Dance with Me Tonight»                       | Murs, Claude Kelly, Steve Robson                                                         | Robson      | 3:23         |
| 4.  | «I’ve Tried Everything»                       | Murs, Argyle, Brammer                                                                    | Brammer     | 3:25         |
| 5.  | «This Song Is About You»                      | Murs, Kelly, Robson                                                                      | Robson      | 3:46         |
| 6.  | «In Case You Didn’t Know»                     | Murs, Kelly, Robson                                                                      | Robson      | 3:26         |
| 7.  | «Tell the World»                              | Murs, Andrew Frampton, Patrick Jordan-Patrikios, Abeeku 'Bayku' Ribeiro                  | Frampton    | 3:47         |
| 8.  | «I’m OK»                                      | Murs, Smith, Wayne Hector                                                                | Eliot       | 3:46         |
| 9.  | «Just Smile»                                  | Murs, Karen Poole, Matt Prime                                                            | Prime       | 3:45         |
| 10. | «On My Cloud»                                 | Murs, Mark Taylor, Preston                                                               | Taylor      | 2:24         |
| 11. | «I Don’t Love You Too»                        | Murs, Kelly, Robson                                                                      | Robson      | 4:05         |
| 12. | «Anywhere Else»                               | Murs, Smith, Hector                                                                      | Eliot       | 3:25         |
| 13. | «I Need You Now»                              | Murs, Argyle, Brammer                                                                    | Brammer     | 3:27         |

| №   | Название                                 | Длительность |
| --- | ---------------------------------------- | ------------ |
| 14. | «Heart Skips a Beat» (Acoustic Video)    | 3:26         |
| 15. | «Dance with Me Tonight» (Acoustic Video) | 3:23         |

## Чарты
| Чарт (2011—2012)   | Высшая позиция |
| ------------------ | -------------- |
| Австрия            | 68             |
| Бельгия (Фландрия) | 146            |
| Германия           | 18             |
| Ирландия           | 2              |
| Польша             | 68             |
| Шотландия          | 2              |
| Швеция             | 10             |
| Швейцария          | 19             |
| Великобритания     | 1              |

| Чарт (2011)    | Позиция |
| -------------- | ------- |
| Ирландия       | 20      |
| Великобритания | 12      |
| Чарт (2012)    | Позиция |
| Великобритания | 20      |

## Сертификации и продажи
| Регион | Сертификация  | Продажи    |
| --- | ------------- | ---------- |
| Ирландия (IRMA) | 2× Платиновый | 30 000^    |
| Великобритания (BPI) | 3× Платиновый | 1,120,000  |
| Итого |               |            |
| Европа (IFPI) | Платиновый    | 1 000 000* |
| * Данные о продажах приведены только на основе сертификации. ^ Данные о тиражах приведены только на основе сертификации. |               |            |

## История релиза
| Страна         | Дата           | Формат                   | Лейбл                    |
| -------------- | -------------- | ------------------------ | ------------------------ |
| Ирландия       | 25 ноября 2011 | CD, цифровая дистрибуция | Syco Music, Epic Records |
| Испания        | 25 ноября 2011 | CD, цифровая дистрибуция | Syco Music, Epic Records |
| Великобритания | 28 ноября 2011 | CD, цифровая дистрибуция | Syco Music, Epic Records |
| Польша         | 16 января 2012 | CD, цифровая дистрибуция | Sony Music               |
| Германия       | 9 марта 2012   | CD, цифровая дистрибуция | Sony Music               |
| Франция        | 2 апреля 2012  | CD, цифровая дистрибуция | Sony Music               |